# Louis Brossard de Beaulieu
Pour les articles homonymes, voir Brossard.
François Louis Brossard de Beaulieu, né le 10 mai 1727 à Fontenay-le-Comte et mort le 5 juin 1810 à Paris à l'âge de 83 ans, est un artiste peintre français.

## Biographie

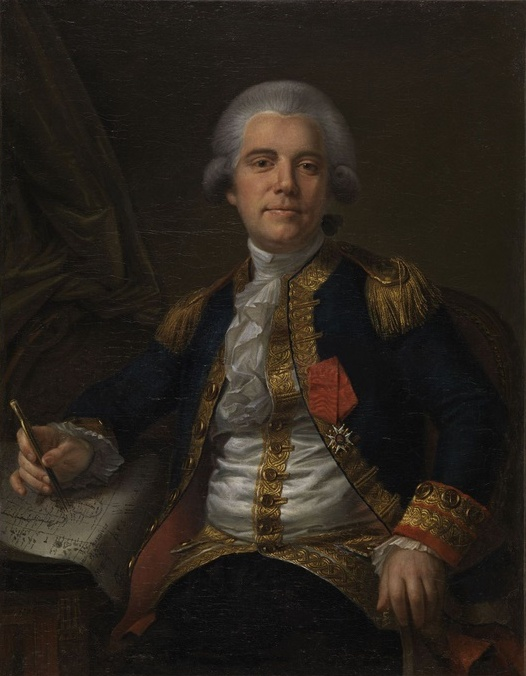
Portrait du capitaine de vaisseau Louis-Gaud de Ravenel, tableau peint par Louis Brossard de Beaulieu en 1785.

Il naquit en 1727 à Fontenay-le-Comte en Vendée, dans une famille d'artistes.
À partir de 1749, il vécut à La Rochelle où il travailla en qualité de peintre et de sculpteur.
Puis, en 1781 il exerça à Paris en qualité de peintre portraitiste, avant de s'installer à Avignon en 1786.
En 1806 il est de retour à Paris. Il est le père de Geneviève Brossard de Beaulieu, elle-même artiste peintre (1755-1832).
Quelques-uns de ses tableaux furent reproduits sous forme de gravures. Environ 27 de ses travaux sont répertoriés, dont 22 portraits, que l'on peut voir essentiellement dans des musées français.

## Œuvres
- Antoine-Eléonore-Léon Leclerc de Juigné, évêque-comte de Châlons-sur-Marne en 1764, archevêque de Paris, huile sur toile
- Antoine-Louis Lavoisier, chimiste, fermier-général (1746-1794)- en uniforme d'inspecteur général des poudres des armées de terre et de mer, huile sur toile, 1784, Versailles, musée national du château et des Trianons
- Portrait d'abbé administrateur de l'ordre de saint Vincent de Paul, huile sur toile, 1786, Compiègne, musée Antoine Vivenel et de la figurine historique
- Portrait du père Élisée, prédicateur du roi[1]
- Portrait de Greuze âgé, pastel